# Fletcher (Carolina del Norte)
Fletcher es un pueblo ubicado en el condado de Henderson en el estado estadounidense de Carolina del Norte. La localidad en el año 2000, tenía una población de 4185 habitantes en una superficie de 13,7 km², con una densidad poblacional de 305,5 personas por km².

## Geografía
Fletcher se encuentra ubicado en las coordenadas 35°25′58″N 82°30′24″O / 35.43278, -82.50667. Según la Oficina del Censo, la localidad tiene un área total de 13,7 km² (5,3 mi²), de la cual 13,7 km² (5,3 mi²) es tierra y 0 km² (0 mi²) (0.0%) es agua.

### Localidades adyacentes
El siguiente diagrama muestra a las localidades en un radio de 12 kilómetros (7,5 mi) de Fletcher.

## Demografía
En el 2000 la renta per cápita promedia del hogar era de USD 45 426, y el ingreso promedio para una familia era de USD 51 688. El ingreso per cápita para la localidad era de USD 20 607. En 2000 los hombres tenían un ingreso per cápita de USD 37 976 contra USD 26 176 para las mujeres. Alrededor del 7,40% de la población estaba bajo el umbral de pobreza nacional.